# Mordella distincta
Mordella distincta es una especie de coleóptero de la familia Mordellidae.

## Distribución geográfica
Habita en Tasmania (Australia).